# Маккаби (баскетбольный клуб, Кирьят-Гат)

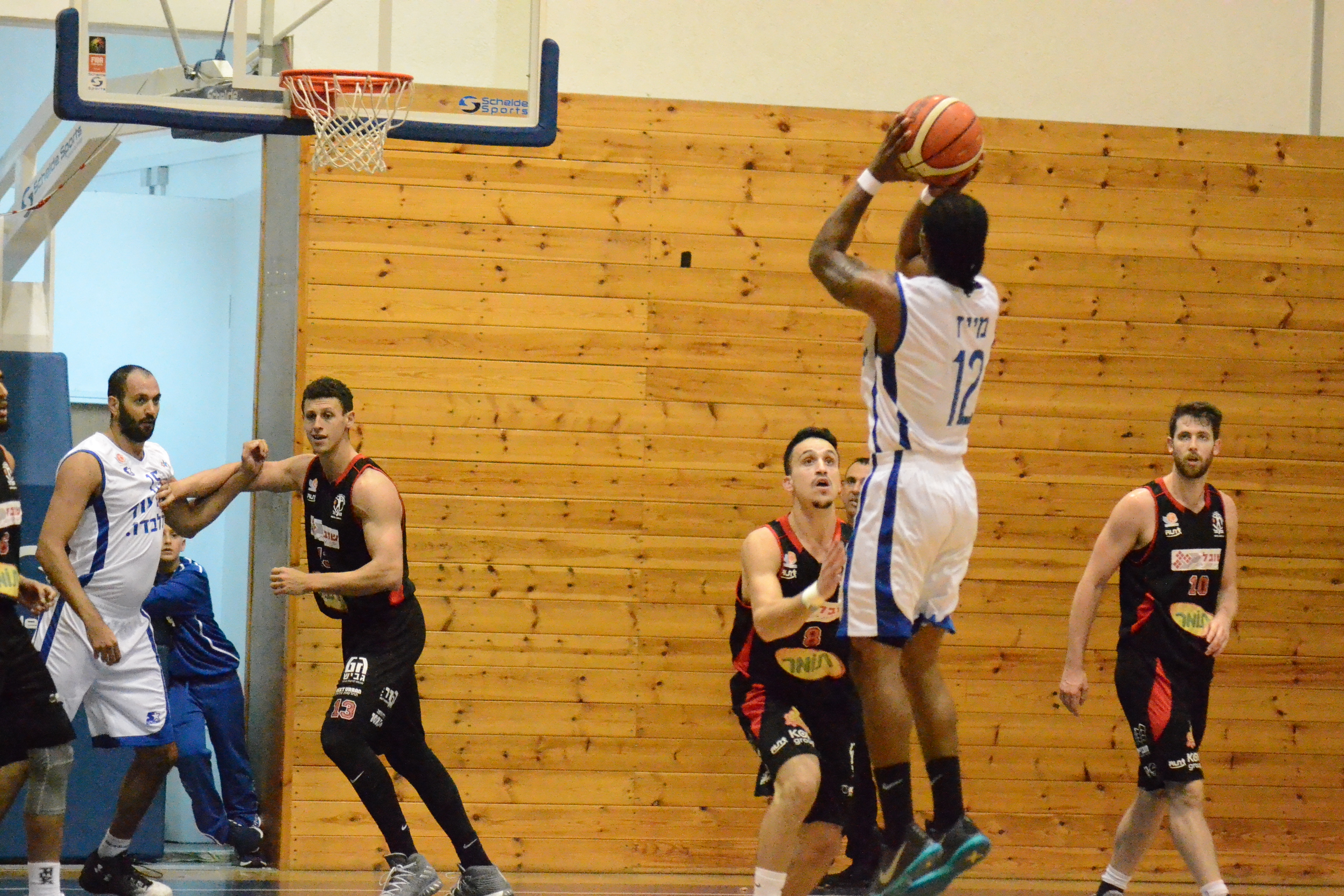

Маккаби Кирьят-Гат ивр. מועדון כדורסל מכבי קריית גת‎) израильский баскетбольный клуб из Кирьят-Гата, часть спортивного общества «Маккаби».
Команда играет в Лиги Леумит.

## История
В 2013 году клуб вылетел в Лигу Арцит (третий дивизион) из-за финансовых проблем. В 2014 году они снова поднялись во второй дивизион. В 2015 году они поднялись в Премьер-лигу после победы в финале против Кирьят-Ата.

## Домашняя Арена
Команда играет домашние на спортивной арене Ашкелон, и в Арена Алон, в Кирьят-Гате.

## Достижения
- Лига Леумит

Чемпион (1): 2014-15

## Статистика выступлений
| Сезон   | Уровень | Лига        | М.   | Кубок Израиля |
| ------- | ------- | ----------- | ---- | ------------- |
| 2011-12 | 3       | Лига Арцит  | 1-й  |               |
| 2012-13 | 3       | Лига Леумит | 12-й |               |
| 2013-14 | 3       | Лига Арцит  | 1-й  |               |
| 2014-15 | 2       | Лига Леумит | 1-й  |               |
| 2015-16 | 1       | Суперлига   | 11-й |               |
| 2016-17 | 1       | Суперлига   | 12-й |               |
| 2017-18 | 2       | Лига Леумит | 2-й  |               |